# Кіра Солтанович
Кіра Солтанович (народилася 15 вересня 1973 року у Львові, Українська РСР) — американська комік, письменниця та актриса.

## Життєпис
Кіра Солтанович емігрувала до Сполучених Штатів Америки та виросла у Сан-Франциско. У 1998 році вона почала виступати у напрямі стенд-ап. Після закінчення університету Сан-Дієго за спеціальністю театр вона переїхала до Лос-Анджелеса, щоб займатися комедією на повний робочий день.
Солтанович відома своєю роботою в реаліті-шоу, орієнтованому на сварки, Girls Behaving Badly, яке виходило в ефірі мережі Oxygen протягом чотирьох сезонів а також тим, що вона була голосом розмовної кабінки фотографій в ескізі на шоу «Сьогодні ввечері» з Джеєм Лено, і Джея Лено шоу .
Вона виконала стенд-ап на « Живому» Джиммі Кіммелі, « Останній дзвінок» з Карсоном Делі, « Останній комікс», Привіт Росс! і Comedy Central 's World Stand Stand Up . Солтанович писала тексти для Джоан Ріверс та Скотта Байо, а також для колишніх зірок Діснея Селени Гомес та Джастіна Бібера (для шоу PrankStars).
Її трирічний син надихнув її подкаст «Шоу Кіри Солтанович», де вона опитує товаришів-коміків, у яких є діти, і вони обговорюють все, що стосується комедії та гумору.
У 2010 році вона з'явилася у спеціальній програмі Showtime Hot Tamales Live, а в 2011 році Солтанович зняла півгодинну комедію, спеціалізовану під назвою Here Comes Trouble, як частину фестивалю Laugh Out Loud.
У 2016 році вона випустила новий спец «You Did This Me Me», який вона самостійно виготовила і зробила, поки була вагітна сім місяців.

## Фільмографія
- 2019 — Мама Комс — комік
- 2018 — Мама зрозуміла — сестра Лоуї
- 2015 — Середньовіччя — Леслі (сегмент «Сімейний вихід»)
- 2015 — Поза раєм — Кіра
- 2011 — Приколісти, сценаристка
- 2008 — Пропозиція — Таммі, режисерка, виконавча продюсерка
- 2005 — Портрет Єви — Кіра